# Keith Wayne
Keith Wayne (16 de enero de 1945 - 9 de septiembre de 1995), nacido como  Ronald Keith Hartman, fue un actor estadounidense conocido por su único papel como Tom en la película de culto de George A. Romero, Night of the Living Dead (1968).

## Biografía
Keith nació en Washington, Pensilvania . Su padre fue Vincent W. Hartman. Su madre era Margaret Warga Hartman; fue miembro de la Primera Iglesia Metodista Unida de Houston y de la Orden de la Estrella del Este. En 1962, se graduó de Chartiers-Houston High School. Se graduó de Mansfield State College en Mansfield, Pensilvania , donde se especializó en música y participó en producciones teatrales universitarias. Durante su carrera universitaria dirigió una popular banda de baile llamada "Ronnie and the Jestors".
Wayne apareció en una sola película, el clásico de terror de George A. Romero de 1968 Night of the Living Dead. Después de completar la película, trabajó como cantante durante varios años.

## Filmografía
| Año  | Título                   | Rol | Notas                      |
| ---- | ------------------------ | --- | -------------------------- |
| 1968 | Night of the Living Dead | Tom | única aparición en el cine |